# Les Derniers Tsars
Pour les articles homonymes, voir Tsar (homonymie).
Les Derniers Tsars (The Last Czars) est une série télévisée de docufiction historique américaine en six épisodes d’entre 42-50 minutes, créée par David Christopher Bell, Dana Fainaru et Sasha Hails et mise en ligne le 3 juillet 2019 sur Netflix.

## Synopsis
La série suit le règne du dernier empereur de Russie (« tsar »), Nicolas II, avec sa femme Alexandra, de son couronnement en 1894 à son assassinat avec toute sa famille lors de la révolution de 1917.

## Distribution
- Robert Jack (VF : Sylvain Agaësse) : le tsar Nicolas II de Russie/"Nicky"
- Susanna Herbert (VF : Marie Diot) : la tsarine Alix de Hesse-Darmstadt/Alexandra Feodorovna Romanova
- Ben Cartwright (en)(VF : Serge Biavan) : Grigori Raspoutine
- Oliver Dimsdale (VF : Jérémy Prévost) : Pierre Gilliard
- Bernice Stegers (VF Sylvie Genty) : la reine douairière Dagmar de Danemark
- Steffan Boje (VF : Bernard Bollet) : Dr Schmidt
- Indre Patkauskaite : Anna Anderson
- Duncan Pow (en) : Iakov Iourovski
- Oskar Mowdy : le tsarévitch Alexis Nikolaïevitch de Russie
- Karolina Elzbieta Mikolajunaite : la grande-duchesse Olga Nikolaïevna de Russie
- Aina Norgilaite : la grande-duchesse Tatiana Nikolaïevna de Russie
- Digna Kulionyte : la grande-duchesse Maria Nikolaïevna de Russie
- Gabija Pazusyte : la grande-duchesse Anastasia Nikolaïevna de Russie
- Gavin Mitchell (en)(VF: Sylvain Lemarié) : le grand-duc Serge Alexandrovitch de Russie
- Elsie Bennett : la grande-duchesse Elisabeth de Hesse-Darmstadt
- Brian McCardie (en) : Piotr Stolypine
- Karina Stungyte : la grande-duchesse Anastasia de Monténégro
- Milda Noreikaite : la grande-duchesse Militza de Monténégro

 Source et légende : version française (VF) sur RS Doublage

## Production

### Tournage
Le tournage a lieu en Lettonie, entre autres au château de Rundale, au chateau de Verkiai pour en faire une résidence du comte Félix Ioussoupov à Moscou, au vieux quartier de Vilnius.

### Fiche technique
Sauf indication contraire, les informations mentionnées dans cette section peuvent être confirmées par la base de données cinématographiques IMDb,  présente dans la section « Liens externes ».
- Titre original : The Last Czars
- Titre français : Les Derniers Tsars
- Réalisation : Adrian McDowall et Gareth Tunley
- Scénario : David Christopher Bell, Dana Fainaru et Sasha Hails[1]
- Costumes : Barbara Elum-Baldres
- Casting : Catherine Willis
- Photographie : Tom Pridham et Benjamin Pritchard
- Montage : Graeme Dawson, Julian Hart et Robin Hill
- Musique : Tom Howe
- Production : Steffan Boje
- Société de production : Nutopia
- Sociétés de distribution : Netflix (monde)
- Pays d'origine :  États-Unis
- Langue originale : anglais
- Format : couleur - Dolby Digital - HD 1080i
- Genre : docufiction
- Durée : 42–50 minutes
- Dates de diffusion :
  - Monde : 3 juillet 2019 sur Netflix

## Épisodes
1. L’Élu (The Chosen One)
2. Le Garçon (The Boy)
3. Anarchie (Anarchy)
4. Guerre (War)
5. Révolution (Revolution)
6. La Dernière Demeure (The House of Special Purpose)

### Documentation
- (en) Viv Groskop, « The Last Czars: the historical drama that the whole of Russia is laughing at », sur The Guardian, 11 juillet 2019.